# Pseudostomella klauserae
Pseudostomella klauserae är en djurart som tillhör fylumet bukhårsdjur, och som beskrevs av Eric Hochberg 2002. Pseudostomella klauserae ingår i släktet Pseudostomella och familjen Thaumastodermatidae. Inga underarter finns listade i Catalogue of Life.